# هيلموت ريش
هيلموت ريش (مواليد 22 مايو 1933) هو مبارز بالسيف نمساوي، مثّل بلاده في الألعاب الأولمبية الصيفية 1960.

## روابط رياضية
هيلموث ريش على موقع أوليمبيديا (الإنجليزية)